# VROOOM VROOOM
VROOOM VROOOM je koncertní album britské rockové skupiny King Crimson. Bylo vydáno v listopadu 2001 (viz 2001 v hudbě).
DvojCD obsahuje koncertní nahrávky z turné King Crimson v letech 1995 a 1996, po vydání alba THRAK. První disk je téměř shodný s albem Live in Mexico City (1999), které bylo za poplatek k dispozici ke stažení z internetu. Pouze skladba č. 11 pochází z vystoupení v New Yorku. Na druhém CD se nachází část nahrávky, která byla původně vydaná v roce 1999 jako album King Crimson on Broadway v rámci King Crimson Collector's Clubu.

## Seznam skladeb
Všechny skladby napsal(i) Adrian Belew, Bill Bruford, Robert Fripp, Trey Gunn, Tony Levin a Pat Mastelotto, pokud není uvedeno jinak. 
| Disk 1 | Disk 1                            | Disk 1                                 | Disk 1                                  | Disk 1 |
| Pořadí | Název                             | Autor                                  | Původní album                           | Délka  |
| ------ | --------------------------------- | -------------------------------------- | --------------------------------------- | ------ |
| 1.     | VROOOM VROOOM                     |                                        | THRAK (1995)                            | 5:01   |
| 2.     | Coda: Marine 475                  |                                        | THRAK (1995)                            | 2:44   |
| 3.     | Dinosaur                          |                                        | THRAK (1995)                            | 5:05   |
| 4.     | B'Boom                            |                                        | THRAK (1995)                            | 4:51   |
| 5.     | THRAK                             |                                        | THRAK (1995)                            | 6:39   |
| 6.     | The Talking Drum                  | Cross, Fripp, Wetton, Bruford, Muir    | Larks' Tongues in Aspic (1973)          | 4:03   |
| 7.     | Larks' Tongues in Aspic (Part II) | Fripp                                  | Larks' Tongues in Aspic (1973)          | 6:13   |
| 8.     | Neurotica                         | Belew, Bruford, Fripp, Levin           | Beat (1982)                             | 3:40   |
| 9.     | Prism                             | Favre                                  |                                         | 4:24   |
| 10.    | Red                               | Fripp                                  | Red (1974)                              | 7:03   |
| 11.    | Biker Babes of the Rio Grande     |                                        | —                                       | 2:27   |
| 12.    | 21st Century Schizoid Man         | Fripp, McDonald, Lake, Giles, Sinfield | In the Court of the Crimson King (1969) | 7:37   |

| Disk 2         | Disk 2                    | Disk 2                             | Disk 2                         | Disk 2 |
| Pořadí         | Název                     | Autor                              | Původní album                  | Délka  |
| -------------- | ------------------------- | ---------------------------------- | ------------------------------ | ------ |
| 1.             | Conundrum                 |                                    | —                              | 1:57   |
| 2.             | Thela Hun Ginjeet         | Belew, Bruford, Fripp, Levin       | Discipline (1981)              | 6:44   |
| 3.             | Frame by Frame            | Belew, Bruford, Fripp, Levin       | Discipline (1981)              | 5:12   |
| 4.             | People                    |                                    | THRAK (1995)                   | 6:12   |
| 5.             | One Time                  |                                    | THRAK (1995)                   | 5:52   |
| 6.             | Sex Sleep Eat Drink Dream |                                    | THRAK (1995)                   | 4:55   |
| 7.             | Indiscipline              | Belew, Bruford, Fripp, Levin       | Discipline (1981)              | 7:16   |
| 8.             | Two Sticks                | Gunn, Levin                        | —                              | 1:50   |
| 9.             | Elephant Talk             | Belew, Bruford, Fripp, Levin       | Discipline (1981)              | 5:14   |
| 10.            | Three of a Perfect Pair   | Belew, Bruford, Fripp, Levin       | Three of a Perfect Pair (1984) | 4:16   |
| 11.            | B'Boom                    |                                    | THRAK (1995)                   | 3:47   |
| 12.            | THRAK                     |                                    | THRAK (1995)                   | 6:43   |
| 13.            | Free as a Bird            | Harrison, Lennon, McCartney, Starr | Anthology 1 (1995)             | 3:03   |
| 14.            | Walking on Air            |                                    | THRAK (1995)                   | 5:35   |
| Celková délka: | Celková délka:            | Celková délka:                     | Celková délka:                 | 128:38 |

## Obsazení
- King Crimson
  - Adrian Belew – zpěv, kytara
  - Robert Fripp – kytara
  - Tony Levin – baskytara, elektrický kontrabas, Chapman Stick, vokály
  - Trey Gunn – Warr guitar
  - Bill Bruford – bicí, perkuse
  - Pat Mastelotto – bicí, perkuse